# Sali Beriša
Sali Ram Berisha (* 15. října 1944 Vicdol, severní Albánie) byl předsedou albánské vlády (od roku 2005–2013); mezi lety 1992 a 1997 byl také albánským prezidentem.

## Studium a politická kariéra

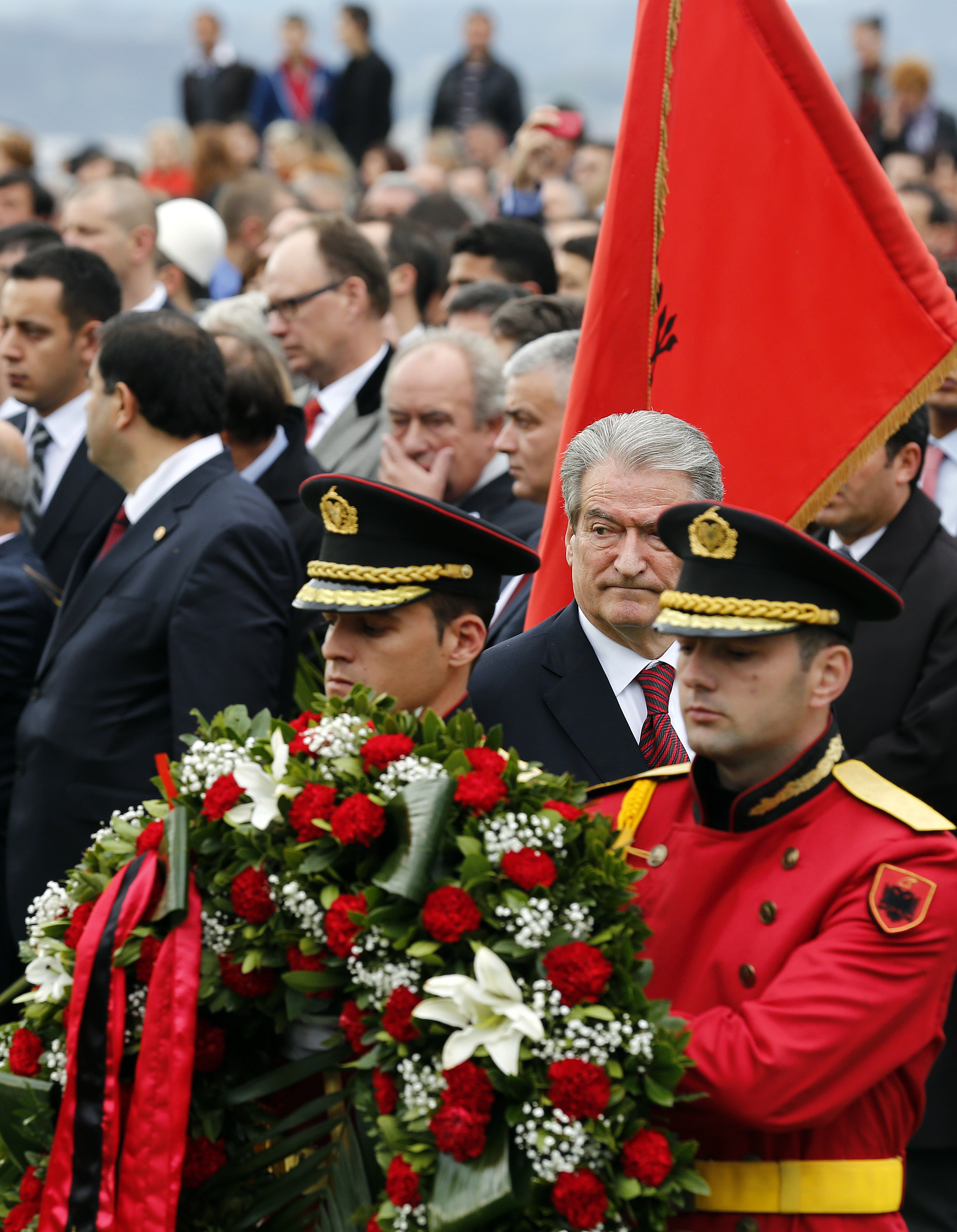
Sali Berisha na oslavách výročí 100 let nezávislé Albánie (listopad 2012).

Berisha vystudoval v roce 1967 medicínu na Tiranské univerzitě, studoval též i v Paříži. Jako člen strany PPSH vedl její organizaci na kardiologické klinice nemocnice v Tiraně. V 80. letech též vyučoval o kardiologii na Tiranské univerzitě (tehdy nesla ještě název Envera Hodži) a vydal různé knihy o lékařství.
V roce 1990 se dostal Berisha do sporu s Ramizem Aliou, což dočasně ukončilo jeho politickou kariéru. Berisha později podpořil studentskou stávku proti režimu 9. prosince 1990, a získal si velkou popularitu. Poté, co vláda splnila hlavní požadavek protestujících, a to legalizaci opozičních stran, byl Berisha zvolen předsedou Demokratické strany Albánie, kterou ustanovili hlavně studenti. V letech 1991, 1992, 1997 a 2001 byl také členem parlamentu. Od dubna 1992 zastával funkci prezidenta republiky.
Jeho vládnutí skončilo v roce 1997, v době, kdy zemí zmítaly násilnosti, spojené s krachem pyramidových fondů, do kterých velká část obyvatel vložila nemalé peníze. Lidé jej částečně vinili za tyto potíže, a proto v červnu roku 1997 zvolili do prezidentské funkce kandidáta socialistické strany, Redžepa Meidaniho.
Přesto se podařilo Berishovi se do vysoké politiky ještě vrátit, a to roku 2005, kdy ve volbách socialisté prohráli, a on opět jako kandidát Demokratické strany usedl do čela nové vlády. Tu ustanovil za pomoci malých stran.

## Vyznamenání a ocenění

### Státní vyznamenání
- rytíř velkokříže s řetězem Řádu zásluh o Italskou republiku – Itálie, 23. dubna 1996[1]
- Řád národního praporu – Albánie, 2015 – udělil prezident Bujar Nishani[2]

### Ostatní ocenění
- doctor honoris causa na Prištinské univerzitě – 2009[3]
- čestný občan města Dečani – 2012[4]
- čestný občan města Prizren – 2013